# Kunhsaw Kyaunghpyu
Kunhsaw Kyaunghpyu (Birmanisch: ကွမ်းဆော်ကြောင်ဖြူ,, gesprochen [kúɴ sʰɔ̀ tɕàuɴ pʰjù]; * um 934; † um 1049 in Bagan) war ein König von Bagan und der Vater des Gründers der Bagan-Dynastie, König Anawrahta (reg. 1044 bis 1077).

## Abstammung
Die Angaben zu Kunhsaw Kyaunghpyu in den birmanischen Chroniken sind nicht zuverlässig und teilweise legendenhaft. 
Kunhsaw Kyaunghpyu stammte von einem frühen König von Bagan namens Tannet ab und übernahm den Thron von Nyaung-u Sawrahan. Er heiratete drei der Hauptfrauen seines Vorgängers, von denen zwei bereits schwanger waren und Söhne gebaren: Sokkate und Kyiso. Kunhsaw Kyaunghpyu nahm die beiden Säuglinge als seine Kinder an und zeugte einen weiteren Sohn, Anawrahta, der 1014 geboren wurde.
Kunhsaw Kyaunghpyu hat den Chroniken zufolge zwischen 964 und 986 regiert, doch rechnet man von der Thronbesteigung seines Sohnes (1044) rückwärts, so ergibt sich eine Regierungszeit zwischen 992 und 1014. 
Nachdem Sokkate und Kyiso herangewachsen waren, zwangen sie ihren Adoptivvater zur Abdankung und brachten ihn in einen Tempel. Sokkate heiratete die Mutter von Anawrahta, der jedoch 1044 seinen Stiefvater in einem Duell tötete. Er bot anschließend seinem Vater den Thron an, der jedoch zugunsten seines Sohnes ablehnte. 
Kunhsaw starb vier Jahre nach der Thronbesteigung seines Sohnes, also 1048/1049. Die Chroniken berichten von einem Alter von 115 Jahren. Nach seinem Tod ging er als Nat in das birmanische Pantheon ein und erhielt den Namen Htihpyusaung Nat.